# Громов, Николай Николаевич (экономист)
Никола́й Никола́евич Гро́мов (23 ноября 1923 — 13 июля 2017) — советский и российский экономист, организатор высшей школы и специалист по проблемам транспорта. Доктор экономических наук (1963), профессор, заслуженный деятель науки РСФСР (1985), действительный член Академии ГУУ и Академии транспорта РФ.

## Биография
Николай Николаевич родился в семье врача и преподавателя французского языка.
24 июня 1941 года записался добровольцем в Ленинградское артиллерийское училище. Участник Великой Отечественной войны. Воевал на Западном и 2-м Прибалтийском фронтах. Был дважды тяжело ранен. Демобилизовался в октябре 1945 года в звании капитана.

### Научная деятельность
- В 1951 г. окончил Московский инженерно-экономический институт. После института поступил в аспирантуру Московский инженерно-экономический институт. В 1954 году защитил кандидатскую диссертацию, а в 1963 году — докторскую.
- С 1961 по 1975 год возглавлял кафедру экономики и организации воздушного транспорта Московский инженерно-экономический институт.
- С 1976 по 1978 год возглавлял кафедру экономики, организации и АСУ автотранспорта Московский инженерно-экономический институт.
- В 1978 году основал первую в СССР кафедру «Организация управления на транспорте» Московский инженерно-экономический институт, которую возглавлял до 2009 года.

Является основоположником подхода к транспорту в СССР, как к единой транспортной системе. В 1987 году в соавторстве с А. Д. Чудновским и Т. А. Панченко был издан учебник «Единая транспортная система: учебник для студентов транспорт. спец. вузов».
В 1990 году был опубликован первый в стране общетранспортный учебник «Управление на транспорте».
Николай Николаевич Громов много лет возглавлял секцию УМО «Менеджмент на транспорте», которая формировала подходы к подготовке специалистов данного профиля в стране. Созданная Громовым научная школа признана и востребована как в России, так и на всем постсоветском пространстве.

## Семья
- Жена — Римма Анатольевна Громова, советский экономист, специалист в области планирования машиностроения.
  - Сын — Андрей Николаевич Громов (1956—2006), доктор медицинских наук, профессор.
  - Дочь — Ольга Николаевна Громова, доктор экономических наук, профессор.

### Учебники
1. Управление на транспорте. [учебник по специальности «Экономика и управление на транспорте»] / Н. Н. Громов, В. А. Персианов. — Москва : Транспорт, 1990, 336 с. : ил. ; 21 см. — (Высшее образование). — Библиогр.: с. 331—332. — 11000 экз.. — ISBN 5-277-00897-7 (в пер).
2. Транспортное обслуживание в Российской Федерации / Н. Н. Громов, А. Д. Чудновский. — Москва : Общество «Знание» РСФСР, 1998. — 37, [3] с. ; 20 см. — (В помощь лектору / Общество «Знание» Российской Федерации. Секция пропаганды научно-технического прогресса в промышленности). — Библиогр.: с. 39 (9 назв.) . — 5000 экз
3. Управление на транспорте : [Учеб. по спец. «Экономика и управление на трансп.»] / Н. Н. Громов, В. А. Персианов, 336 с. ил. 21 см, М. Транспорт 1990
4. Единая транспортная система : [Учеб. для трансп. спец. вузов] / Н. Н. Громов, Т. А. Панченко, А. Д. Чудновский / Москва : Транспорт, 1987
5. Организация управления на транспорте : [Учеб. пособие для вузов по спец. 1752 «Орг. управления на трансп.»]. / Громов Н. Н., Персианов В. А./ — М. : МИУ, 1982.
6. Организация и планирование предприятий транспорта : Учеб. пособие для студентов спец. «Орг. управления на трансп.» 1752 / Н. Н. Громов, А. А. Самарин, А. В. Курбала. — М. : МИУ, 1981.
7. Воздушный транспорт России : (История и современность) : Учеб. пособие для студентов / Н. Н. Громов, д.э.н., проф.; М-во общ. и проф. образования Рос. Федерации, Гос. акад. упр. им. С. Орджоникидзе, Ин-т упр. на трансп. — М. : ГАУ, 1998./ ISBN 5-215-00490-0